# یوسنیا

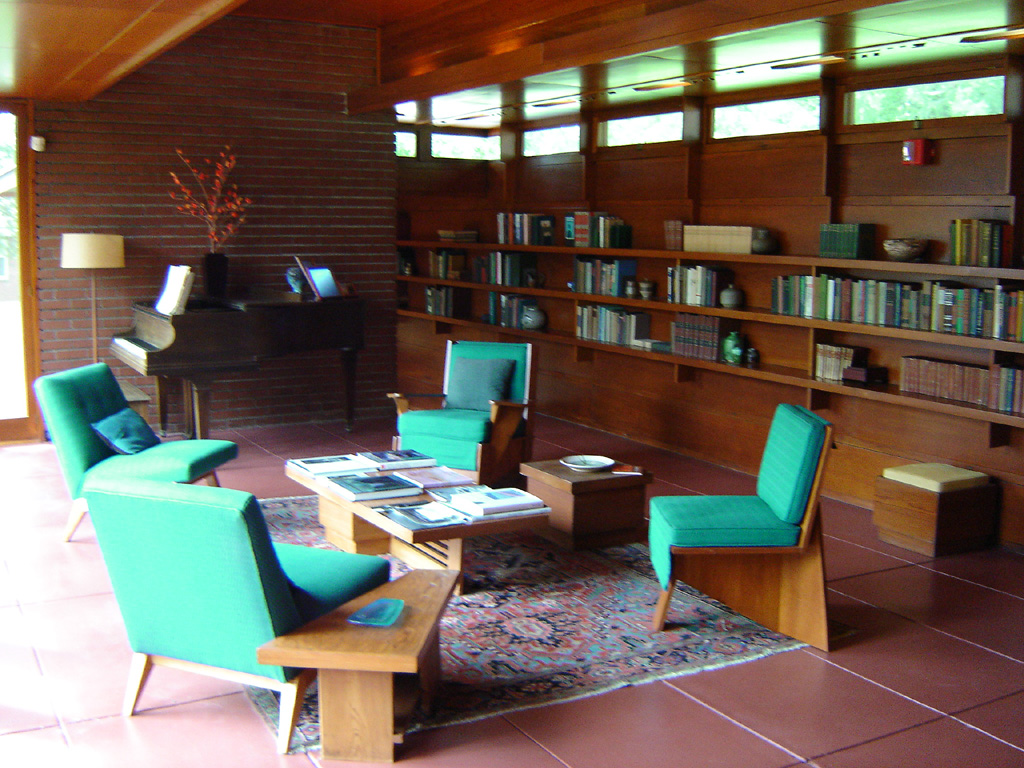
فضای داخلی خانه روزنبوم

یوسنیا (به انگلیسی: Usonia) واژه‌ای در انگلیسی آمریکایی است که فرانک لوید رایت برای اشاره کلی به ایالات متحده (به جای آمریکا)، و به‌طور خاص تر، برای دید خودش برای چشم‌انداز کشور، از جمله برنامه‌ریزی شهری و معماری ساختمان‌ها به کار می‌برد. رایت از صفت یوسنی برای توصیف شخصیت خاص بر جدید از منظره آمریکایی جدا و آزاد از قیدهای قدیم معماری استفاده می‌کرد.

## خانه‌های یوسنی
صفت «یوسنی» معمولاً به حدود ۶۰ بنا که فرانک لوید رایت برای خانواده‌های قشر متوسط طراحی کرد، به کار می‌رود. نخستین خانه در سال ۱۹۳۴، خانه ویلی بود اما بسیاری خانه نخست هربرت و کاترین جیکوبز، ۱۹۳۷، اولین استفاده صحیح از یوسنی می‌دانند. «خانه‌های یوسنی» معمولاً خانه‌هایی کوچک، یک طبقه، بدون گاراژ و انبار بزرگ هستند. آنها اغلب به شکل L قرار دارند تا دور یک باغ تراس در زمین‌های غیر معمول و ارزان قرار بگیرند. این خانه‌ها همچنین به خاطر استفاده از مصالح بومی، سقف‌های مسطح و بزرگ طره آمده برای گرمایش خورشیدی و خنک‌کننده طبیعی غیرفعال، نورپردازی طبیعی با پنجره‌های بسیار بلند؛ و گرمایش از کف تابشی هم شناخته می‌شوند. یکی دیگر از ویژگی‌های بارز این خانه‌ها این است که قسمت جلویی/عمومی خانه دارای گشودگی کمی است اما قسمت پشتی و خصوصی آن به سمت بیرون کاملاً باز است. ارتباط بصری محکم بین فضای داخلی و خارجی ویژگی مهم کلیه خانه‌های یوسنی است.

## یادداشت
1. ↑  "The Malcolm Willey House". thewilleyhouse. Retrieved 2019-05-12.
2. ↑  "Herbert Jacobs House". Frank Lloyd Wright Foundation (به انگلیسی). Retrieved 2019-05-12.